# Aether
Aether (în greacă ᾿Αιθήρ) este personificarea aerului pur superior în care sălășluiesc zeii, spre deosebire de „aer" (în greacă ᾿Αήρ), aerul inferior respirat de muritori. În cosmologiile grecești timpurii, Aether este fiul lui Erebus și Nyx, și frate cu Hemera. El este unul din elementele din cosmos, iar în imnurile orfeice este menționat ca sufletul lumii, din care emană toată viața.